# Torneranno i prati
Torneranno i prati è un film del 2014, l'ultimo scritto e diretto da Ermanno Olmi.
In concomitanza con le celebrazioni del centenario dell'inizio della prima guerra mondiale Olmi decise di realizzare un film ambientato nelle trincee sull'Altopiano di Asiago, luogo teatro di sanguinose battaglie e località ove il regista viveva. Il film è liberamente ispirato al racconto La paura (1921) di Federico De Roberto.

## Trama
Il film si svolge sul fronte italiano di Nord-Est, dopo gli ultimi sanguinosi scontri del 1917 ed è ambientato nelle trincee degli Altipiani innevati. La vita dei soldati alterna lunghe ed interminabili attese, che accentuano la paura, ad improvvisi accadimenti imprevedibili. La montagna, dove regna la pace, diventa luogo di morte. Dopo i bombardamenti e la distruzione dell'uomo torneranno la pace e i prati.

## Promozione
Il trailer ufficiale del film è stato pubblicato a settembre 2014, mentre la pellicola è stata proiettata la prima volta a Roma il 4 novembre 2014, alla presenza del Presidente della Repubblica e delle più alte autorità dello Stato, e in concomitanza in 100 paesi nel mondo, compreso nei luoghi dove sono di stanza i contingenti militari italiani per le missioni all'estero.

## Riconoscimenti
- 2015 - David di Donatello
  - Nomination Miglior film
  - Nomination Miglior regista a Ermanno Olmi
  - Nomination Migliore fotografia a Fabio Olmi
  - Nomination Miglior colonna sonora a Paolo Fresu
  - Nomination Migliore scenografia a Giuseppe Pirrotta
  - Nomination Migliori costumi a Andrea Cavalletto
  - Nomination Miglior sonoro a Francesco Liotard
  - Nomination Migliori effetti speciali a RUMBLEFISH
- 2015 - Nastro d'argento
  - Migliore produttore a Luigi Musini (Cinemaundici), Elisabetta Olmi (Ipotesi Cinema) con Rai Cinema
  - Nomination Migliore fotografia a Fabio Olmi
  - Nomination Miglior colonna sonora a Paolo Fresu
- 2015 - Globo d'oro
  - Gran Premio della stampa estera a Ermanno Olmi
- 2015 - Ciak d'oro
  - Migliore fotografia a Fabio Olmi[4]
  - Miglior colonna sonora a Paolo Fresu[4]
  - Migliore produttore a Luigi Musini (Cinemaundici), Elisabetta Olmi (Ipotesi Cinema) con Rai Cinema[4]
- 2015 - BIF&ST Bari Film Festival
  - Premio Franco Cristaldi - Miglior produttore a Luigi Musini
  - Premio Ennio Morricone - Migliori musiche a Paolo Fresu
  - Premio Dante Ferretti - Miglior scenografo a Giuseppe Pirrotta